# Tar (film)
Pour les articles homonymes, voir Tar.
Pour plus de détails, voir Fiche technique et Distribution.
Tar est un film américain écrit et réalisé par douze étudiants de l'Université de New York : Edna Luise Biesold, Sarah-Violet Bliss, Gabrielle Demeestere, Alexis Gambis, Shruti Ganguly, Brooke Goldfinch, Shripriya Mahesh, Pamela Romanowsky, Bruce Thierry Cheung, Tine Thomasen, Virginia Urreiztieta et Omar Zúñiga Hidalgo, sorti en 2012.

## Synopsis
Le gagnant du Prix Pulitzer, C.K. Williams raconte sa vie de différents point de vue.

## Fiche technique
- Titre original : Tar
- Réalisation et scénario : Edna Luise Biesold, Sarah-Violet Bliss, Gabrielle Demeestere, Alexis Gambis, Shruti Ganguly, Brooke Goldfinch, Shripriya Mahesh, Pamela Romanowsky, Bruce Thierry Cheung, Tine Thomasen, Virginia Urreiztieta et Omar Zúñiga Hidalgo
- Direction artistique : Maki Takenouchi
- Décors : Erick Donaldson et Yvette Granata
- Costumes : Brenda Abbandandolo et Lauren Delaney George
- Photographie : Pedro Gómez Millán et Bruce Thierry Cheung]
- Montage : Jennifer Ruff et Bruce Thierry Cheung
- Musique : Garth Neustadter et Daniel Wohl
- Production : Tati Barrantes, Edward Bass, Marco Derhy, James Franco, Shruti Ganguly, Vince Jolivette, Miles Levy, Victorino Noval et Kimberly Parker
- Sociétés de production : RabbitBandini Productions et Victorino Noval Productions
- Société(s) de distribution : Eagle Films et Spotlight Pictures
- Pays d’origine :  États-Unis
- Langue originale : anglais
- Format : couleur
- Genre cinématographique : Film biographique
- Durée : 72 minutes
- Dates de sortie :  Italie : 16 novembre 2012 (Festival international du film de Rome) ;  États-Unis : 6 mars 2013 (Austin (Texas))

## Distribution
- James Franco : C.K. Williams à 40 ans
- Mila Kunis : Catherine
- Jessica Chastain : Mme Williams, la mère de C.K.
- Zach Braff : Albert
- Henry Hopper (VF : Bruno Mullenaerts ) : C.K. Williams
- Bruce Campbell : Goody